# روبرت ماكدونالد فورد
روبرت ماكدونالد فورد (بالإنجليزية: Robert MacDonald Ford)‏ هو سياسي أمريكي، ولد في 1911، وتوفي في 9 يونيو 2004. حزبياً، نشط في الحزب الديمقراطي. وقد انتخب عضو مجلس نواب واشنطن.